# Jacob Nyvall
Jacob Nyvall, född 23 juli 1894 i Madesjö socken, död 1 juli 1961 i Stockholm, var en svensk kyrkomusiker, tonsättare och musikskribent. 
Nyvall studerade vid Kungliga musikkonservatoriet och studerade komposition och kontrapunkt för Ernst Ellberg och Andreas Hallén. Åren 1920–1959 var han organist i Solna kyrka och även sånglärare i Solna folkskola. Han skrev främst musik för kyrkligt bruk.

## Verklista

### Solosånger
- Sånger för en röst med piano, 1912. 
  - 1. Hvad månne de vänta på? (Zacharias Topelius)
  - 2. Sångens tröst (N. Söderberg)

- Vårlåt (Erik Axel Karlfeldt). Sång och piano, 1918.

- Julsång (Zacharias Topelius). Till Barndomshemmets minne. Sång och piano, 1916-20.

- Rosen i hagen (efter Johann Wolfgang von Goethe). En liten visa för en röst med piano, 1916-20.

- Ålänningens sång (J. Grandell). En röst eller unison kör med piano, 1920.

- Lovsång (J. Mentzer). Sång och piano, 1921-25 (komponerad mars 1922).

- Önskan (J. Oterdahl). Sång och piano, 1922.

- En kyrkklocka ringer där solen går ned (A. Österling). Röst med piano och obligat violin (ad libitum), 1923 (komponerad hösten 1922).

- Lyckan kommer, lyckan går (J. Boman), 1925.

- I knoppningstiden, En vårvisa (O. Hansson), 1928.

- Vingar (V. Modin). Sång och piano, 1928 (komponerad 27 november 1927).

- Haga (D. Fallström). Sång och piano med obligat violin (ad libitum), 1929 (komponerad 17 mars 1924).

- Barndomsjul (E. Mark). Sång och piano, 1929.

- Bön (R. Tomson). Sång och piano, 1929.

- Davids 23:e psalm. Sång med orgel eller piano, 1929. För blandad kör i notbilaga till Sångarbladet sida 6 1929.

- Davids 108:de psalm. Sång med piano, 1929.

- Vid Betlehem (A. Thomander). Julsång. Sång och piano, 1929. Även i De ungas kör 1933.

- Vår svenska fana (R. Bergman). En röst eller unison kör med piano, 1929 (komponerad 1929).

- Credo (G. Petersén). Sång och piano, 1929 (Komponerad 22 januari 1929).

- Pilgrimslängtan (O.W. Genander). Sång och piano, 1930 (komponerad 1914).

- Lovsång (L. Sandell). Sång och piano, 1931.

- Så älskade Gud världen, sång och piano, 1931 (Komponerad 25 maj 1931).

- Den frommes längtan. (Psaltaren 84:1-4). Sång och piano, 1936.

- En högtidssång (J. Nyvall), 1936.

- Ett verktyg i Herrens hand (E. Liedgren). Sång med piano (orgel ad libitum), 1937 (komponerad 23 juni 1937).

- Till sist (H. Caspari). Sång och piano, 1937 (komponerad 24 april 1937).

- En dunkel örtagård jag vet (E. Liedgren). Sång och piano eller orgel, 1939.

- En botpsalm (R. Tomson). Sång och piano, 1940 (komponerad 1939).

- Vi bygger landet (K. Fredriksson). Solo eller unison kör, 1940.

- Hosianna (G. Fröding). Sång och piano eller orgel, 1944 (komponerad 1942).

- Vem är du, Herre? (Th. Bäckman). Sång och piano, 1944.

- Adventets konung. (Nils Bolander). Sång och piano, 1947 (komponerad 1945).

- Herrens krig (N. Bolander). Solo eller unison kör med piano eller orgel, 1947 (komponerad 1946). Även i Sånger och psalmer 1951 nr 644.

- Själen skall blomma (M. Martling). Sång och piano, 1947.

- En tempelsång (P. Nilsson), 1951.

- Fyra sånger till texter av Lina Sandell, 1950. 
  - 1. Löftets stjärnor
  - 2. Jag kastar det allt på Jesus
  - 3. Herrens nåd är var morgon ny
  - 4. Loven Herren

- Fyra Bibelsånger. Texterna sammanställda av V. Wester Wåhlström, 1952. 
  - 1. Den barmhärtige samariten (Lukasevangeliet 10:30-35)
  - 2. Den förlorade sonens fader (Lukasevangeliet 15-11-24)
  - 3. Vinna – förlora (Matteusevangeliet 16:26)
  - 4. Den av sig själv växande säden (Markusevangeliet 4:26-29)

- I Herrens barmhärtiga händer (O. Lövgren). Sång med orgel eller piano, 1956 (Komponerad 1950). Även i Sånger och Psalmer 1951 nr 45.

- I Jesu namn (P. Nilsson). I: Vi sjunger julens sånger nr 10, 1956.

- Jul därhemma (Å. Lind). I: Vi sjunger julens sånger nr 4, 1956.

- En tröstesång (A. Frostenson). Sång och piano, 1961.

### Körverk
- Sång till Sverige (A. Thomander). I Sånger för mansröster utgiven Av Sällskapet för svenska kvartettsångens befrämjande (nr. 42 sid 8), 1929.

- Julsång (J. Nyvall). I De ungas kör, 1933.

- Lovsång (J.O. Wallin), 1933.

- När blommorna knoppas om våren (Z. Topelius). I De ungas kör 1933 nr 26. Även i Lek och allvar nr 21 (1947).

- Stilla stunder (K. Bohman). I De ungas kör 1933 nr 8.

- Tio hymner till texter ur Den Heliga skrift, för blandad kör, 1935. 
  - 1. Så länge jag teg (Psaltaren 32:3-5)
  - 2. De som bida efter Herren (Psaltaren 40:31)
  - 3. Allenast hos Gud har min själ sin ro (Psaltaren 62:2)
  - 4. Helig, helig, helig (Uppenbarelseboken 4:8)
  - 5. Bliv kvar hos oss ty det lider (Lukasevangeliet 24:29)
  - 6. Allt kött är såsom gräs (Psaltaren 40:6-8)
  - 7. Kommen till mig (Lukasevangeliet 11: 28-29)
  - 8. Den som törstar, han komme (Uppenbarelseboken 22:17)
  - 9. Vem har jag i himlen (Psaltaren 73:25-26)
  - 10. Se jag står för dörren (Uppenbarelseboken 3:20)

- Gå till Golgata (A. Thomander). Blandad kör, 1931-35.

- Herren Konungen (Uppenbarelseboken 19:6). Högtidshymn för blandad kör och orgel eller piano, 1941.

- Hymn på tacksägelsedagen (Sv.Ps 13:2,4). Trestämmig kör, 1941.

- Låten barnen komma till mig (Matteusevangeliet 10:14-15). Blandad kör, 1942.

- Herre, till vem skulle vi gå? (Johannesevangeliet 6:68) Blandad kör, 1947 (komponerad 14 juni 1947).

- Vackra, ljusa längtans land (N. Nilsson). Sånger för blandade röster nr 63, 1948.

- Gott majeregn giv (L. Wivallius). Blandad kör, 1952.

- Visa (K. Hed). Blandad kör. Sånger för blandade röster 88, 1952.

- Svanen (J.L. Runeberg). För blandad kör à cappella, 1954.

- Nu vintern är förgången. Trestämmig dam- eller gosskör med piano, 1957 (komponerad 1954).

- Lova Herren, min själ. (Psaltaren 103:2). Blandad kör, 1953. I Musikbilaga till Sångarbladet 1953 nr 9.

- En gökvisa (K.-E. Forsslund). 3-stämmig damkör och piano.

- O du lummiga lund (Zacharias Topelius). Trestämmig damkör och piano.

- Påskhymn. I Musikfesten i Göteborg 1957 (komponerad 1932).

### Kantater
- Kantat vid återöppnandet av Solna kyrka (december 1928) för två soloröster, blandad kör och orgel (K. Ekman), 1928 (komponerad 13 juni-20 augusti 1928).

- Kantat för blandad kör, damkör, solo för sopran och baryton med orgel och piano (D. Melchersson), 1930.

- Kärlekens lov (1 Korintsiebrevet 13). Barytonsolo, kör och orgel med stråkar ad libitum, 1947.

- Kantat (P. Boreman). I Samefolkets egen tidning (1949 nr 3), 1949.

- Kantat vid De ungas förbunds femtioårsjubileum 1902-1952 (H. Nordesson). Sopran- och barytonsolo, bl.kör, talkör, stråkar, orgel och piano, 1952.

- Om Solna, vår stad, med tonsatt Solnabildsvit (C. Nathanael Hedlund), 1959.

### Orgelverk
- Ur 40 nya koralförspel, 1928.
  - Din klara sol går åter upp
  - Hela världen fröjdes Herran
  - Hör Gud ännu sin nåd dig bjuder
  - Skåder, skåder nu här alle
  - Vi tacka Dig, o Jesu god

- Jesus är min hägnad. Koralpartita för orgel, 1939. Innehåller även Till härlighetens land, koralbearbetning i en sats.

- Vad kan dock min själ förnöja. Koralpartita för orgel, 1939.

- Vår blick mot helga berget går. Variationer och fuga över en koral av Otto Olsson, 1940 (komp. juni-juli 1939).

- Kärlek av höjden. Variationer, fughetta och koral för orgel, 1943.

- Himmelriket är nära: orgelbetraktelser över Gustaf Nordqvists koral till Sv. Ps. nr 84, 1949.

- Toccata och fuga, c-moll, 1954.

### Blåsmusik
- Ur: Musik för blåsare, militärkårsbesättning, 1962.
  - Jesus från Nasaret går här fram. Koralpartita.

### Barnsånger
- 23 barnvisor för svenska skolor och hem. Komponerade och enkelt arrangerade för piano eller orgel, 1925.

I Lek och allvar nr 12 (1936): 
- - Blåsipporna (E. Sefastsson)
  - Lägersång (K. Svensson)
  - Säg, liten, vill du veta (A. Egman)
  - Trädgårdsmästaren (Zacharias Topelius)
  - Vaggvisa (S. Hedborn)

Ur Lek och allvar nr 13 (1937) 
- - Julsång (J. Oterdahl)
  - Blåbärsplockning i skogen (H. Lagerlöf)
  - I snöfall (H. Lagerlöf)
  - Guds öga

Ur Lek och allvar nr 14 (1938) 
- - Fågelparet
  - Skogskonsert

Ur Lek och allvar nr 19 (1943) 
- - Där bor en liten flicka
  - Jon Blund
  - Kom hör min vackra visa (Zacharias Topelius);

Ur Lek och allvar nr 21 (1945) 
- - Julottefärd (N. Wiberg)
  - Kungens vaktparad (S. Hedberg)
  - Nyårsbön (N. Wiberg)

Ur Lek och allvar nr 22 (1946)
- - Bön till barnet i krubban (S. Svensk)
  - Slänggungan (Å. Lind)
  - Barnets ängel (J. Nilsson)

Ur Lek och allvar nr 25 (1949)
- Olles nya hatt (K. Bohman)

- I Nu ska vi sjunga 1948: 
  - Kossorna på bete (K. Bohman)
  - I snöfall (H. Lagerlöf)
  - Rosendröm (A. Österling)

### Psalmmelodier
- Credo-psalm enligt Apostolicum. Menighetssång med orgel, 1941.
- Juniorsånger, 1929.
  - Glatt framåt
  - Vid Jesu barm
  - Stäm upp ditt hjärtas morgonsång
  - Ungdomstro
  - Dig Herre är given all makt
  - Min ungdoms vår

- Musikbilaga till Ungdomsvännen, 1929. 
  - Sjung, när arla morgontimma
  - Upp kamrater! Upp till helig strid

- Supplement till Svenska Missionsförbundets sångbok, 1925. 
  - 17 Naturens bok med öppna blad (17)
  - Du Israels helige (415)
  - Det är så ljuvt att i syskonringen (495)
  - O käre Fader, oss välsigna (514)
  - Samla oss Jesus nu i ditt namn (535)
  - Vårt fosterland, vårt land i nord (711)

- Sånger och Psalmer, 1951. 
  - Du Israels helige, stort är ditt namn (19)
  - I Herrens barmhärtiga händer (45, även solosång)
  - Just som jag är, ej med ett strå (211)
  - Se, jag sträcker tomma händer (216)
  - Använd de tillfällen Herren dig giver (544)
  - Frälsningens budskap bland människor ljuder (583)
  - Ungdomstro är guld som glimmar (666, utgiven 1929)
  - även till Sveriges barn kring Jesu fana (629)
  - Det kriget får aldrig stanna (644, äv. solosång)
  - Han kommer på himmelens skyar (759)